# Synagoga w Baranowie Sandomierskim
Synagoga w Baranowie Sandomierskim – nieistniejąca obecnie synagoga w Baranowie Sandomierskim powstała przypuszczalnie w XIX w. na miejscu starszej drewnianej synagogi. Została zniszczona przez Niemców podczas II wojny światowej. Po wojnie nie została odbudowana. Mieściła się na północ od rynku. Budynek synagogi miał kształt prostokąta i był orientowany, ścianą z Aron ha-kodesz zwrócony ku wschodowi. Miał dwie kondygnacje, był nakryty wykonanym z blachy dachem dwuspadowym – połacie dachowe opadały na północ i południe. Wewnątrz znajdowały się pomieszczenia przeznaczone do nauki i studiów talmudycznych. Nad nimi przypuszczalnie babiniec. Sala główna nie była podzielona na kondygnacje. Przy zachodniej ścianie mała przybudówka. W południowej, a także przypuszczalnie północnej ścianie po jedenaście okien – po sześć w sali głównej i po pięć w części użytkowej.